# Nguyễn Cát Tường
Nguyễn Cát Tường (1912 – 1946 ở Sơn Tây ) bút danh là Lemur Cát Tường (nghĩa Hán-Việt: Cát Tường là điềm lành và tiếng Pháp: le mur là bức tường), là một họa sĩ Việt Nam.

## Sự nghiệp

### Học vấn
Năm 1928, Cát Tường trúng tuyển vào khóa 4 trường Cao đẳng Mỹ thuật Đông Dương và tốt nghiệp vào năm 1933.

### Cách tânáo ngũ thân
Trong thời gian đô hộ của Pháp ở Việt Nam, chiếc áo dài đã "biến thiên", được cách tân theo văn hóa phương Tây du nhập vào Việt Nam. Do học tại Trường cao đẳng Mỹ thuật Đông Dương, đầu thập niên 30 của thế kỷ XX, Cát Tường cùng với nhóm Tự Lực văn đoàn là người khởi xướng cho phong trào cách tân áo ngũ thân truyền thống. Ông đề ra phương châm: "Quần áo tuy dùng để che thân, song nó là tấm gương ngoài phản chiếu ra cái trình độ, trí thức của một đất nước".
"Le Mur" là kiểu áo dài cách tân đầu tiên họa sĩ Cát Tường tung ra, được lấy cảm hứng hoàn toàn từ chiếc váy của phương Tây với nối vai, tay phồng, cổ lá sen..., đặc biệt những màu thâm, nâu, đen của áo dài truyền thống được thay bằng màu sắc sặc sỡ, tương sáng mặc kết hợp với quần trắng. Sau khi thịnh hành một vài năm, đến năm 1934, khi họa sĩ Lê Phổ cải tiến kiểu áo dài "Le Mur" theo cách dung hòa giữa váy phương Tây với áo tứ thân truyền thống, áo "Le Mur" của Cát Tường dần không còn phổ biến như trước . Tuy nhiên, theo sách Áo dài Lemur và bối cảnh Phong Hóa & Ngày Nay của tác giả Phạm Thảo Nguyên (do Khai Tâm và Nhà xuất bản Hồng Đức phát hành năm 2019), đã cho biết là họa sĩ Lê Phổ  không có cải tiến áo dài Lemur theo cách dung hòa giữa váy phương Tây với áo tứ thân truyền thống như nhiều lời đồn.

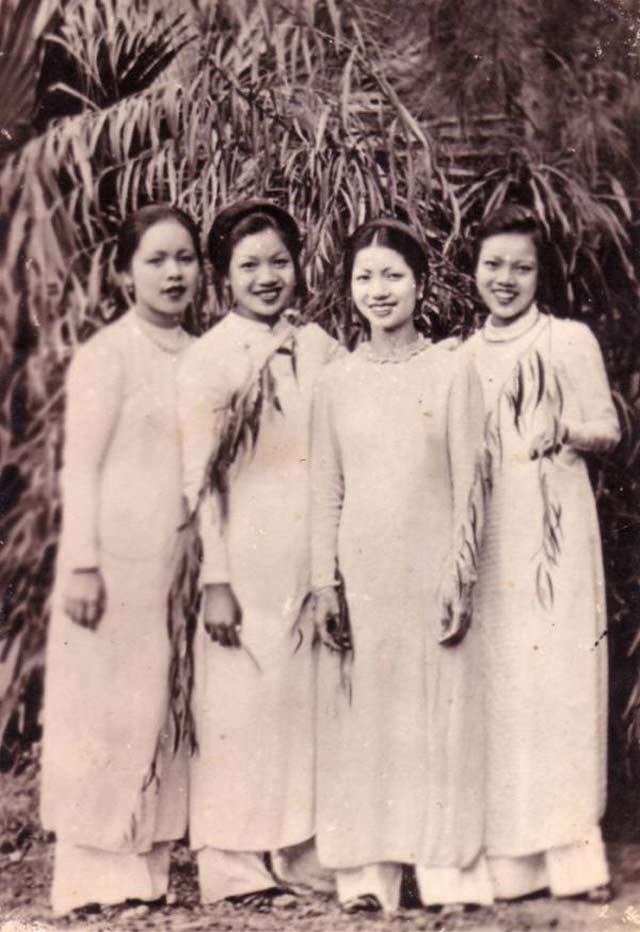
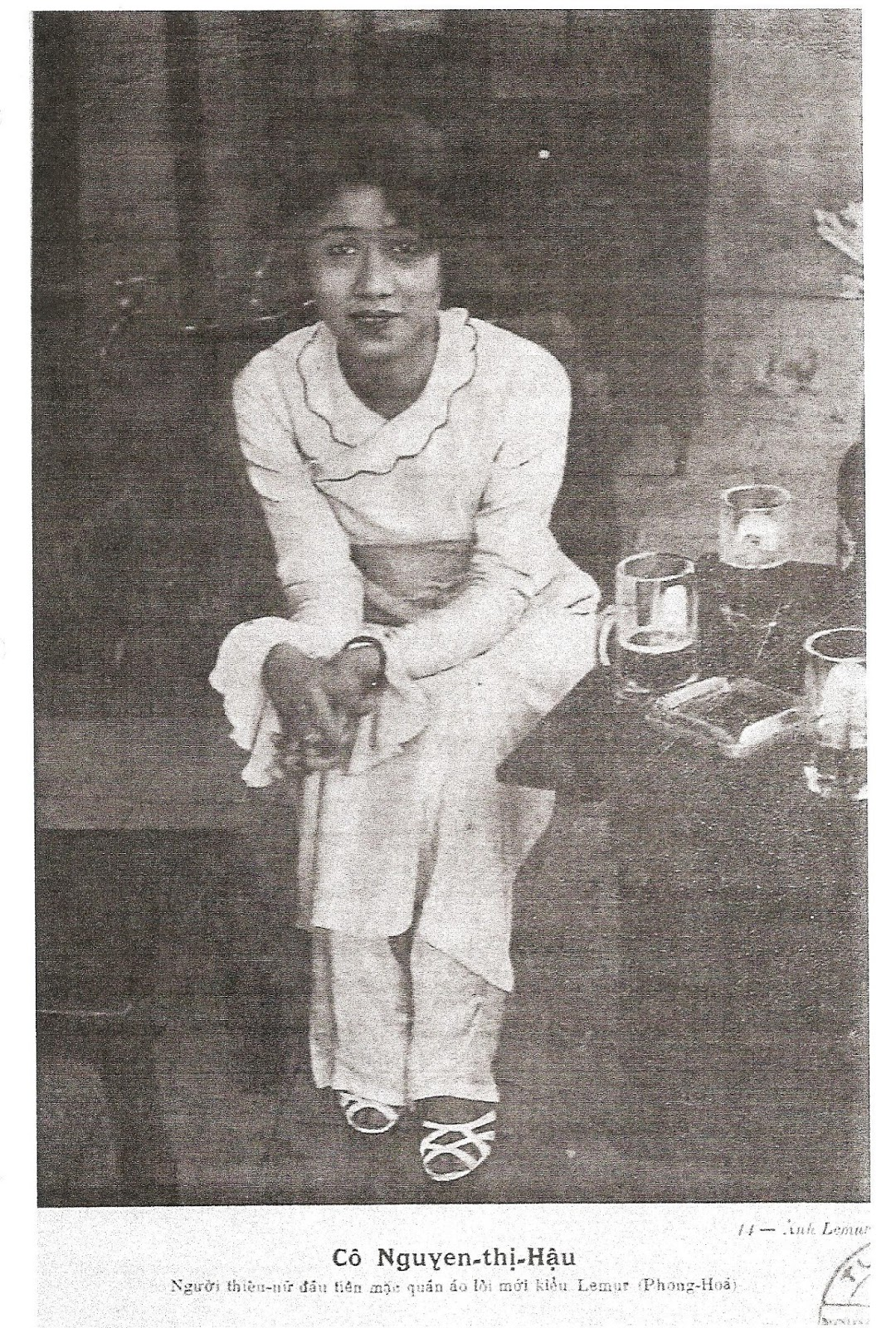
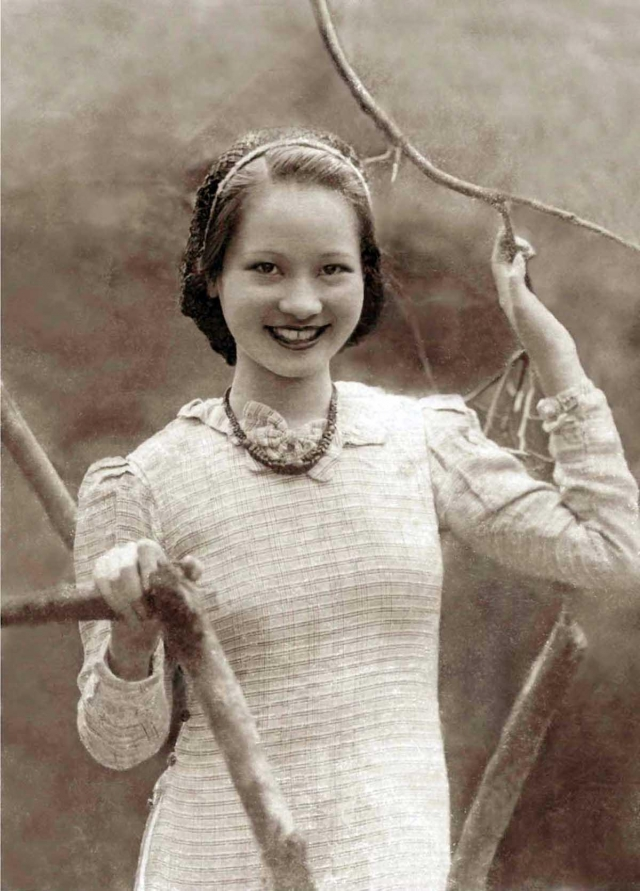

## Mất tích
Tháng 12 năm 1946, tình hình ở Hà Nội rối ren khi quân Pháp đang trở lại miền Bắc Việt Nam. Cả nước trên đà thực hiện kháng chiến, dân Hà Nội được lệnh tản cư. Gia đình Cát Tường dời về làng Tràng Cát, xã Kim An, huyện Thanh Oai, tỉnh Hà Đông.
Ngày 17 tháng 12 năm 1946, Cát Tường trở về nhà để lấy thuốc men, quần áo cho các con và người vợ sắp tới ngày sinh. Ông đã bị dân quân bắt tại Hà Nội và đưa đi biệt tích.